# Samsung Galaxy J1
Samsung Galaxy J1 – smartfon z serii Galaxy produkowany przez koreańską firmę Samsung.

## Specyfikacja techniczna
Galaxy J1 został wyposażony w procesor Spreadtrum SC7727S jest to dwurdzeniowy procesor o taktowaniu 1,2 GHz na rdzeń. Urządzenie posiada 512 MB RAM oraz 4 GB pamięci wewnętrznej, którą można rozszerzyć poprzez kartę pamięci.

### Wyświetlacz
Samsung Galaxy J1 posiada ekran o przekątnej 4,3 cala i rozdzielczości 480 × 800 px, co daje zagęszczenie 217 pikseli na jeden cal wyświetlacza.

### Aparat fotograficzny
Aparat znajdujący się na tyle telefonu ma 5 Mpx, zaś przednia kamera ma rozdzielczość 2 Mpx.

### Akumulator
Akumulator litowo-jonowy ma pojemność 1850 mAh.

## Software
Smartfon jest seryjnie wyposażony w system Android 4.4.4 KitKat.